# Pułk Policji Warschau

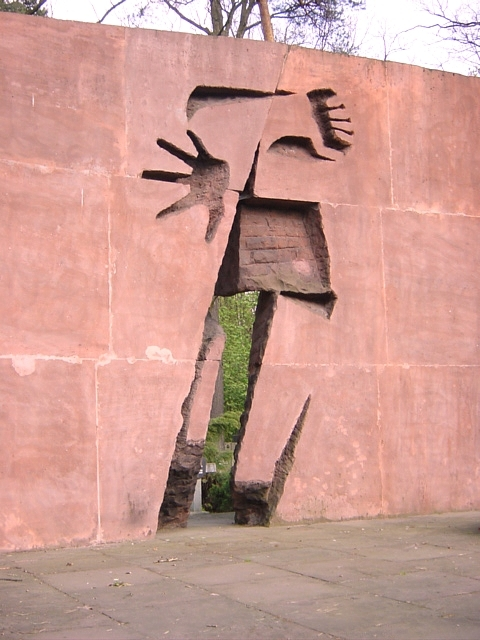
Pomnik ku czci ofiar Zbrodni w Wawrze

Pułk Policji Warschau (niem. Polizei-Regiment Warschau) – jeden z pułków policyjnych Ordnungspolizei na terenie Generalnego Gubernatorstwa.
Sformowany w październiku 1939. Odpowiedzialny za masakrę cywilów na warszawskim Wawrze w grudniu 1939. W lipcu 1942 na jego bazie powstał 22 Pułk Policji SS.

## Dowódcy
- Generalleutnant der Waffen-SS und Polizei Karl-Heinrich Brenner (październik 1939)
- Oberst der Schutzpolizei Max Daume (październik 1939 - marzec 1940)
- Generalmajor der Polizei Max Montua (marzec 1940 - czerwiec 1941)
- Oberst der Schutzpolizei Joachim Petsch (czerwiec 1941 - lipiec 1942)

## Skład
- Batalion Policji Warschau I (Polizei-Bataillon Warschau I)
- Batalion Policji Warschau II (Polizei-Bataillon Warschau I)
- Batalion Policji Warschau III (Polizei-Bataillon Warschau I)